# Vanessa Struhler
Vanessa Struhler, nota anche con lo pseudonimo di Vanessa S. (Oberhausen, 4 novembre 1985), è una cantante tedesca.

## Biografia
Vanessa Struhler è salita alla ribalta nel 2002, all'età di 17 anni, quando ha partecipato alla prima edizione della versione tedesca di Pop Idol, dove si è classificata quarta. Ad agosto 2003 è stato pubblicato il suo primo album in studio, intitolato Ride with Me, che ha raggiunto la 30ª posizione nella classifica tedesca degli album. È stato promosso da quattro singoli: Ride Or Die (I Need You), classificatosi 4º in Germania, 55º in Austria e 70º in Svizzera; Fiesta, arrivato 22º in Germania, 50º in Austria e 60º in Svizzera; Ey Ey Ey, 17º in madrepatria e 51º nella classifica austriaca e One Single Tear, che è arrivato in 40ª posizione nella classifica tedesca. Il secondo disco, Independence, è uscito nel 2004 ed è stato promosso dal singolo Blah Blah Blah, 57º nella classifica tedesca.

## Discografia

### Album in studio
- 2003 – Ride with Me
- 2004 – Independence

### Singoli
- 2003 – Ride Or Die (I Need You) (con Trooper Da Don)
- 2003 – Fiesta (feat. Ferris MC)
- 2003 – Ey Ey Ey (feat. Said)
- 2003 – One Single Tear
- 2004 – Blah Blah Blah
- 2004 – Don't Say (You're Sorry)
- 2005 – Bonafide